# Drosera anglica
Drosera anglica es una especie de planta carnívora perteneciente al género Drosera. Es originaria de regiones templadas, aunque puede encontrarse en el sur de Japón, sur de Europa, y en Hawái, donde crece con un hábito subtropical. Procede de la híbridación entre D. rotundifolia y D. linearis, lo que significa que de un híbrido estéril entre estas dos especies se duplicó sus cromosomas para producir descendencia fértil que estabilizó la descendencia de D. anglica.

## Descripción

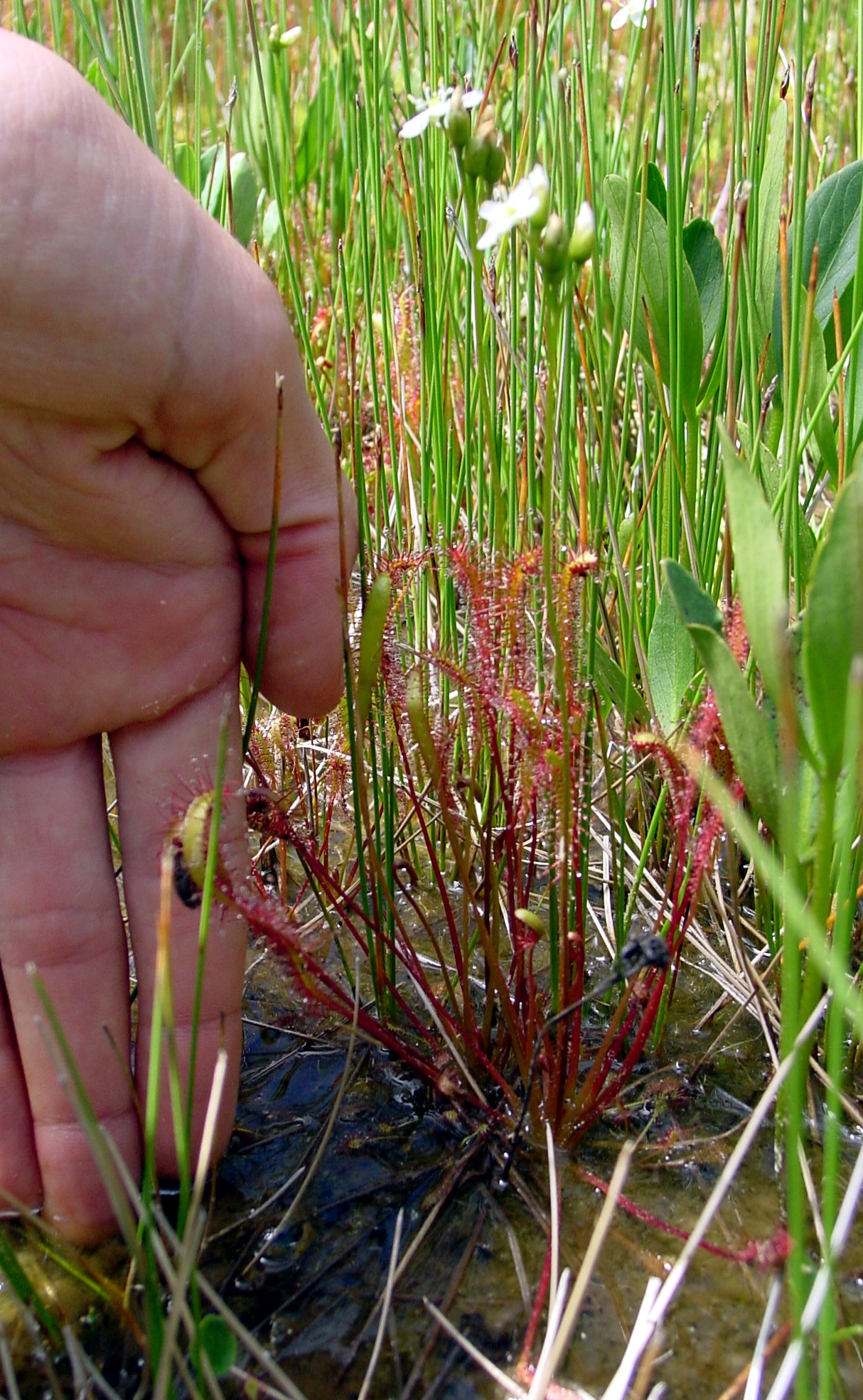
Hábitat de D. anglica.

Drosera anglica es una planta herbácea perennifolia que forma una roseta vertical, sin tallo, con hojas lineal-espatuladas. Como es típico en las droseras, las láminas están densamente cubiertas con glándulas mucilaginosas, cada punta con una gota clara de un fluido viscoso utilizado para la captura de insectos. La lámina, que es de 15-35 milímetros, se mantiene semi-erecta por un largo pecíolo, con lo que el tamaño total de la hoja alcanza los 30-95 mm. Las plantas son verdes, con coloración roja si la luz es brillante. En todas las poblaciones excepto en aquellos en Kaua'i, D. anglica descansa en invierno formando yemas llamadas hibernáculos. Estos consisten en un nudo de hojas muy rizado, a nivel del suelo, que se despliega en primavera, al final del periodo de latencia. El sistema radicular es débil y penetra unos pocos centímetros en el suelo, lo que le sirve, principalmente como anclaje y para la absorción de agua. El nitrógeno es escaso en los pantanos por lo que la captura y digestión de insectos le proporciona una fuente alternativa.
D. anglica florece en el verano, con una inflorescencia en forma de pedúnculo de 6-18 cm de longitud, con varias flores blancas que se abren de forma individual. Al igual que otras droseras, las flores tienen cinco sépalos, pétalos, y estambres. Del olor, y menos del néctar de las flores depende para la polinización por la atracción de los insectos polinizadores, en lugar de fijar la semilla bien a través de la autopolinización (autogamia).

## Mecanismo de captura
Al igual que todas las droseras, D. anglica utiliza glándulas mucilaginosas, llamadas tentáculos que cubren sus láminas para atraer, atrapar y digerir pequeños artrópodos, por lo general insectos. Estos son atraídos por un aroma azucarado exudado por las glándulas y que al bajar en la planta se adhieren como gotas pegajosas de mucílago. Aunque la mayoría de sus presas se compone de pequeños insectos tales como moscas, insectos más voluminosos con grandes alas también son capturados. Pequeñas mariposas, caballitos del diablo e incluso libélulas, pueden convertirse en presas inmovilizadas por el mucílago pegajoso de la planta.

## Distribución y hábitat
D. anglica es una de las droseras más ampliamente distribuidas en el mundo. Por lo general, es circumboreal, lo que significa que se encuentra en las altas latitudes del mundo. En algunas áreas, sin embargo, se encuentra más al sur, particularmente en Japón, el sur de Europa, la isla hawaiana de Kauai, y California. Las plantas de Hawái, donde se le conoce como mikinalo, son generalmente más pequeñas de lo normal y no experimentan un período de reposo vegetativo de invierno. Su hábitat natural incluye 12 estados de EE. UU., incluyendo Alaska, y 11 provincias y territorios canadienses. El rango altitudinal es desde 5 m, como mínimo, a 2000 m.
D. anglica crece en hábitat abiertos, no boscosos, húmedos, a menudo en suelos ricos en calcio. Estos incluyen pantanos, margas pantanosas, ciénagas, costas de cantos rodados, y otros hábitats calcáreos. Esta tolerancia al calcio es relativamente rara en el resto del género. D. anglica se asocia a menudo con varios musgos sphagnum, y muchas veces crece en un sustrato de suelo que se compone exclusivamente de sphagnum, vivos, muertos, o descompuestos. El sphagnum elimina la humedad de la superficie al mismo tiempo que la acidificación. Dado que la disponibilidad de nutrientes es baja, la competencia de otras plantas se reduce, permitiéndole florecer.

## Híbridos

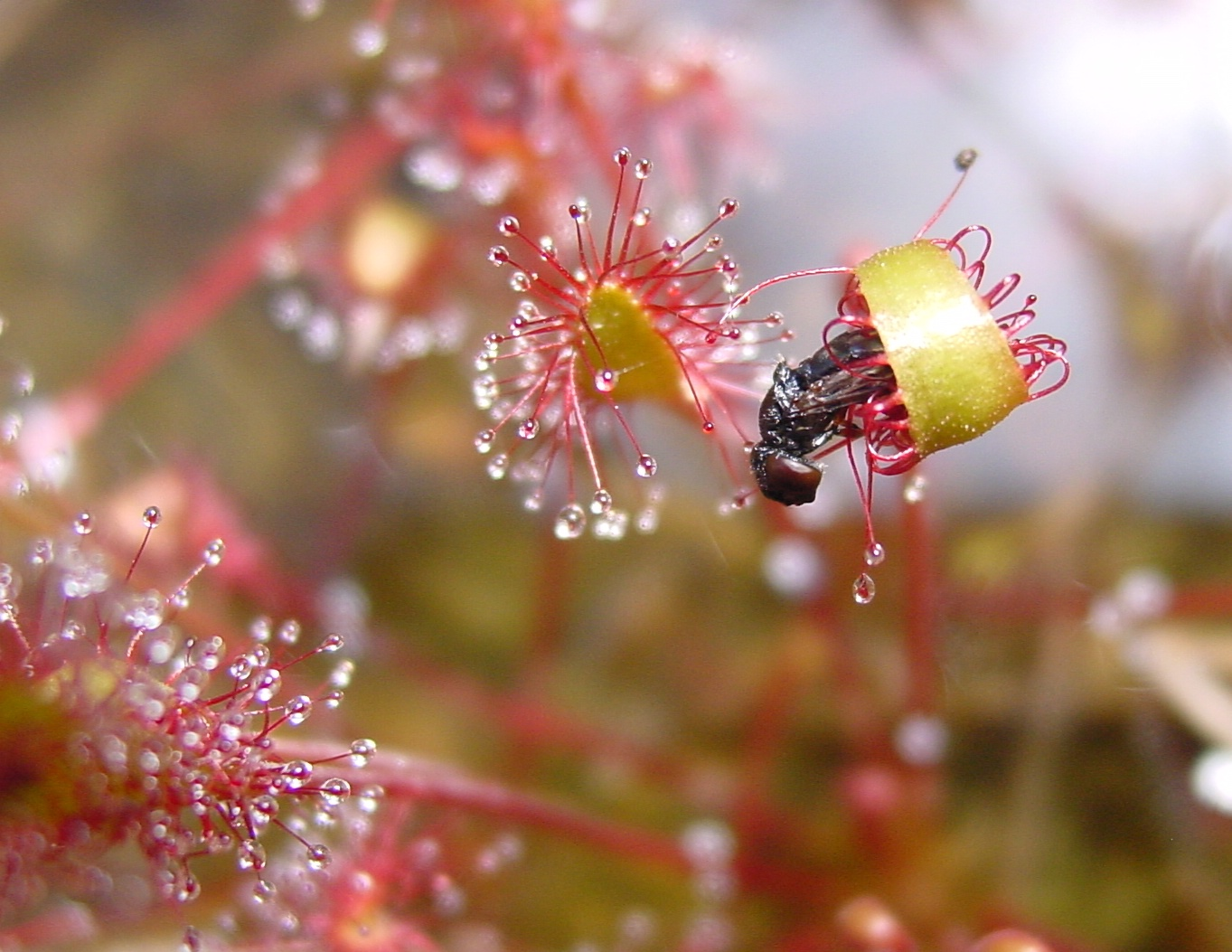
Una hoja de D. anglica alrededor de una mosca atrapada

| D. anglica × capillaris   | = D. × anpil    |
| D. anglica × filiformis   | = D. × anfil    |
| D. anglica × linearis     |                 |
| D. anglica × intermedia   | = D. × anterm   |
| D. anglica × spatulata    | = D. × nagamoto |
| D. linearis × anglica     | = D. × linglica |
| D. rotundifolia × anglica | = D. × obovata  |

## Taxonomía
Drosera anglica fue descrita por William Hudson y publicado en Flora Anglica, Editio Altera 135. 1778.
Etimología
Drosera: tanto su nombre científico –derivado del griego δρόσος [drosos]: "rocío, gotas de rocío"– como el nombre vulgar –rocío del sol, que deriva del latín ros solis: "rocío del sol"– hacen referencia a las brillantes gotas de mucílago que aparecen en el extremo de cada hoja, y que recuerdan al rocío de la mañana.
anglica: epíteto latino que significa "de Inglaterra".
Sinonimia
- Adenopa anglica (Huds.) Raf., Fl. Tellur. 3: 37 (1837).
- Drosera longifolia L., Sp. Pl.: 282 (1753), nom. rej.
- Rorella longifolia (L.) All., Fl. Pedem. 2: 88 (1785).
- Drosera anglica var. subuniflora DC., Prodr. 1: 318 (1824).
- Drosera anglica f. pusilla Kihlm. ex Diels in H.G.A.Engler (ed.), Pflanzenr., IV, 112: 97 (1906).
- Drosera kihlmanii Ikonn., in Fl. Vostoch. Evropy 10: 305 (2001).[9]